# 盧植 (清)
盧植（ろしょく、生年不詳 - 1805年）は清代の武官。本籍は山西省。
1805年（嘉慶10年）に金殿安の後継として台湾北路協副将に任じられ、台南以北の武官の長となった。同年11月海盜である蔡牽が淡水を攻撃すると、盧植は兵を率いて反乱鎮圧に従事するが、その際に戦死している。